# 레지스터 기억기

64GiB DDR5-4800 ECC 1.1V 등록 DIMM(RDIMM) 1개

언레지스터드 DIMM(UDIMM)의 예

레지스터 기억기 또는 레지스터드 메모리(registered memory) 또는 버퍼드 메모리(buffered memory)는 DRAM 모듈과 시스템의 메모리 컨트롤러 사이에 레지스터가 있는 컴퓨터 메모리이다. 레지스터 기억기 모듈은 등록되지 않은 모듈보다 메모리 컨트롤러에 더 적은 전기 부하를 가한다. 레지스터 기억기를 사용하면 컴퓨터 시스템이 그렇지 않은 경우보다 더 많은 메모리 모듈을 사용하여 안정적인 상태를 유지할 수 있다.
일반 메모리를 레지스터 기억기와 비교할 때 일반 메모리는 일반적으로 언버퍼드 메모리(unbuffered memory) 또는 언레지스터드 메모리(unregistered memory)라고 한다. 레지스터 기억기를 DIMM(Dual In-line Memory Module)으로 제작한 경우 이를 RDIMM이라고 한다. 마찬가지로, 언레지스터드 DIMM을 UDIMM 또는 간단히 "DIMM"이라고 한다.
레지스터 기억기는 추가 회로가 필요하고 판매되는 단위 수가 적기 때문에 더 비싼 경우가 많다. 따라서 일반적으로 확장성과 견고성에 대한 요구가 저렴한 가격에 대한 요구보다 중요한 애플리케이션에서만 발견된다. 예를 들어 레지스터 기억기는 일반적으로 서버에서 사용된다.
대부분의 레지스터 기억기 모듈에는 오류 수정 코드 메모리(ECC) 기능도 있지만 레지스터 기억기 모듈이 오류 수정 기능을 수행하지 않거나 그 반대의 경우도 가능하다. 언레지스터드 ECC 메모리는 대용량 메모리를 지원하지 않는 워크스테이션이나 보급형 서버 마더보드에서 지원 및 사용된다.